# Psittaculirostris
Psittaculirostris este un gen de papagal din familia Psittaculidae, care se găsește în Indonezia și Papua Noua Guinee..

## Specii
Conține trei specii:
- Psittaculirostris desmarestii
- Psittaculirostris edwardsii
- Psittaculirostris alvadorii